# Türk Telekom BK
Türk Telekom BK is een Turkse basketbalploeg met als thuisbasis Ankara en die uitkomt in de TBL wat de tweede hoogste divisie van het land is. Türk Telekom speelt zijn thuiswedstrijden in het Ankara Arena, dat in totaal een capaciteit heeft van 10.400 zitplaatsen.
De club is opgericht in 1954 als basketbalbranche van sportvereniging Türk Telekom GSK. Telekom BK is nooit landskampioen geweest, maar wist wel de competitie tweemaal op een tweede plaats te beëindigen. Het werd wel een keer kampioen in het Basketbalbeker van het land in 2008, en wist ook tweemaal de Presidentsbeker te veroveren.

## Prestaties
- Turkse beker (1x): 2008
- Presidentsbeker (2x): 1997, 2008